# Sprengel Marburg
Der evangelische Sprengel Marburg ist einer der drei Sprengel der Evangelischen Kirche von Kurhessen-Waldeck. Er erstreckt sich im Wesentlichen über Teile der Landkreise Marburg-Biedenkopf, Schwalm-Eder-Kreis und Waldeck-Frankenberg. Der derzeit (2023) amtierende Propst ist Volker Mantey.

## Geschichte
Mit dem 1. Januar 2019 wurde die Gliederung der Evangelischen Kirche von Kurhessen-Waldeck geändert. Aus den vormals vier Sprengeln Kassel, Waldeck-Marburg, Hersfeld und Hanau wurden die Sprengel Kassel, Marburg und Hanau-Hersfeld. Die Neuordnung hatte die Landessynode auf ihrer Frühjahrstagung 2018 beschlossen.
Mit der gesetzlichen Neuregelung umfasst der Sprengel Marburg zusätzlich zu den bisherigen Kirchenkreisen Eder, Kirchhain, Marburg und Twiste-Eisenberg noch den Kirchenkreis Schwalm-Eder.

## Kirchenkreise
Der Sprengel umfasst fünf Kirchenkreise.
| - Eder - Kirchhain - Marburg - Schwalm-Eder (Zusammenschluss von Fritzlar-Homberg, Melsungen und Ziegenhain) - Twiste-Eisenberg |